# 副极地低压
副极地低压，又稱極圈氣旋帶，位于北纬60度和南纬60度。从极地高压带流向低纬的气流，在南北纬60度附近与盛行西风相遇，形成锋面。相对暖而轻的西风气流爬升到高空，形成副极地上升气流。上升气流在高空分为两部分向相反方向流动，各自形成中纬环流和高纬环流。但是在亚欧大陆，冬季时的蒙古高压影响强烈，副极地低压只能保留在海洋上面。该地多风暴，西方航海界有尖叫60度的说法。